# Kaohsiung
Kaohsiung és una ciutat situada al sud-est de Taiwan (República de la Xina).
És la ciutat més densa del país i la segona més gran, amb una població d'1,51 milions d'habitants.
Actua com a centre de fabricació, refinació i construcció naval, amb indústria lleugera i pesada. Té un dels principals ports de Taiwan pel que fa a les exportacions i importacions marítimes. També compta amb un aeroport internacional, la terminal de Sun Yat-sen Freeway, i les estacions de ferrocarril de l'oest de Taiwan i la línia de ferrocarril d'alta velocitat.
L'any 2009 fou la seu dels Jocs Mundials, l'esdeveniment on participen els esports reconeguts pel COI que no formen part dels Jocs Olímpics.